# Prost AP02
Der Prost AP02 war der Formel-1-Rennwagen von Prost Grand Prix für die Saison 1999, der an allen 16 Rennen der Saison teilnahm.

## Technik und Entwicklung
Der technische Direktor für die Entwicklung war Bernard Dudot, welcher von John Barnard unterstützt wurde. Ihm unterstanden Loïc Bigois für die Konstruktion sowie Ben Wood für die aerodynamische Form des Wagens. Laut Barnard und Prost wurde beim neuen Wagen vorrangig auf die Zuverlässigkeit geachtet, damit man sich während der Saison voll und ganz auf die Weiterentwicklung des Wagens fokussieren kann.
Motor war der A18-V10-Saugmotor von Peugeot mit Direkteinspritzung, einem Hubraum von 2.998 cm³, einem Zylinderbankwinkel von 72° und vier Ventile pro Zylinder. Er ist 620 mm lang, 512 mm breit und 393 mm hoch, wog etwas weniger als 120 kg, leistete bei 16.000/min ungefähr 585 kW (785 PS). Das selbstentwickelte Halbautomatikgetriebe hatte sechs Gänge. Als Radaufhängung, welche vorrangig von B3 Technologies entwickelt wurde, wurde vorne sowie hinten eine Doppelquerlenkerachse mit innenliegenden Federn und Stoßdämpfern, betätigt über Schubstangen, verwendet.

## Renngeschichte
Mit John Barnards Unternehmen B3 Technologies wurde ein exklusiver technischer Berater in das Team geholt, um einen besseren Wagen als letztes Jahr zu produzieren. Möglich wurde dies nach der Vertragsauflösung Barnards mit Arrows aufgrund ausständiger Zahlungen. B3 war bereits 1998 neben dem Arrows A19 mit einigen Teilen am Prost AP01 beteiligt, nun konzentrierte man sich dieses Jahr exklusiv auf den Prost AP02. Allerdings war der AP02 nur ein Übergangsmodell, da man bereits parallel mit den Planungen für den AP03 für die Saison 2000 startete.
Olivier Panis musste sich in November 1998 in Kanada eine Operation unterziehen, wo dem Franzosen Metallplatten aus beiden Füßen entfernt wurden. Diese erhielt er nach seinem schweren Unfall Kanada 1997, wo er sich beide Beine brach. Dadurch konnte Panis keine Testfahrten im Dezember machen, dies erledigte dann der Testfahrer Stéphane Sarrazin.
Der Wagen wurde am 25. Januar 1999 in Paris der Weltöffentlichkeit präsentiert. Bei der Veröffentlichung ging der Teamchef Alain Prost auch in die komplett neue Fabrik sowie in die Erweiterung des Personals ein, so wurden im Verlauf der letzten zwölf Monate rund 120 neue Mitarbeiter angestellt. Als Ziel wurde ausgegeben, mit Williams und Benetton um die Plätze im oberen Mittelfeld zu kämpfen. Die Saison begann nicht optimal, einzig zwei Punkte durch Panis und Jarno Trulli im zweiten beziehungsweise fünften Rennen stand zur Saisonmitte am Punktekonto. Ein Höhepunkt der Saison war das Nürburgring-Rennen, wo Trulli hinter Johnny Herbert den zweiten Platz belegte. Zu Saisonende belegte das Team den siebten Platz mit neun Punkten, größtes Manko waren die teils schlechten Ergebnisse und die mangelnde Zuverlässigkeit des Getriebes und insbesondere des Motors. So war das Getriebe drei und der Motor fünf Mal am ausscheiden aus dem Rennen schuld. Bei vier Rennen erreichte kein Prost-Wagen das Ziel.
Zu Saisonende wurde dann Alan Jenkins als neuer technische Direktor eingestellt, welcher Bernard Dudot ersetzte. Ebenfalls entlassen wurde Olivier Panis, welcher die ganze Saison unter seinen Erwartungen lag. Jarno Trulli hingegen wechselte nach einer guten Saison zu Jordan, wo er Damon Hill ersetzte. Für die Weltmeisterschaft 2000 wurde Jean Alesi von Sauber sowie Nick Heidfeld, welcher 1999 bei den 24 Stunden von Le Mans und der Formel 3000 antrat.

## Lackierung und Sponsoring
Als Grundfarbe wurde ein dunkleres Blau gewählt, die meisten Sponsorennamen wurden in weiß gehalten. Der Hauptsponsor Gauloises brachte seinen Markennamen auf der Airbox und Front- sowie Heckflügel an. Auf der Rückseite des Heckflügels warb der Reifenhersteller Bridgestone sowie Sodexho und am Frontflügel Canal+, Motorenhersteller Peugeot und Treibstofflieferant Total. Auf den Luftleitblechen warb der Mobilfunkhersteller Alcatel, auf den Seitenkühlern Playstation und direkt davor BIC. Weitere namhafte Sponsoren waren 3M, SAP und Volvo Trucks.
Bei den Rennen in Frankreich, Großbritannien und Belgien musste auf die Tabakwerbung verzichtet werden. Stattdessen wurde auf den Plätzen der Logos ein weißer Balken platziert.

## Fahrer
Stammfahrer waren Olivier Panis sowie Jarno Trulli, als Test- und Ersatzfahrer wurde Stéphane Sarrazin nominiert. Der Renningenieur für Panis war Humphrey Corbett, für Trulli Gilles Alegoet.

## Weitere Verwendung der Chassis
Ein Chassis von Olivier Panis ist im Peugeot-Museum in Sochaux ausgestellt.

## Sonstiges
Im Dezember 1999 testete Jenson Button mit einem AP02 das zweite Mal mit einem Formel-1-Wagen. Dabei konnte der Brite einen ganzen Tag eine Vielzahl an verschiedenen Set-Ups testen und war damit am Ende des Tages schneller als der Stammfahrer für 2000, Jean Alesi.

## Ergebnisse
| Fahrer                          | Nr.                             | 1   | 2   | 3   | 4   | 5   | 6   | 7 | 8  | 9  | 10  | 11 | 12 | 13  | 14 | 15  | 16  | Punkte | Rang |
| ------------------------------- | ------------------------------- | --- | --- | --- | --- | --- | --- | - | -- | -- | --- | -- | -- | --- | -- | --- | --- | ------ | ---- |
| Formel-1-Weltmeisterschaft 1999 | Formel-1-Weltmeisterschaft 1999 |     |     |     |     |     |     |   |    |    |     |    |    |     |    |     |     | 9      | 7.   |
| O. Panis                        | 18                              | DNF | 6   | DNF | DNF | DNF | 9   | 8 | 13 | 10 | 6   | 10 | 13 | 11  | 9  | DNF | DNF | 9      | 7.   |
| J. Trulli                       | 19                              | DNF | DNF | DNF | 7   | 6   | DNF | 7 | 9  | 7  | DNF | 8  | 12 | DNF | 2  | DNF | DNF | 9      | 7.   |

| Legende  | Legende            | Legende                                                          |
| Farbe    | Abkürzung          | Bedeutung                                                        |
| -------- | ------------------ | ---------------------------------------------------------------- |
| Gold     | –                  | Sieg                                                             |
| Silber   | –                  | 2. Platz                                                         |
| Bronze   | –                  | 3. Platz                                                         |
| Grün     | –                  | Platzierung in den Punkten                                       |
| Blau     | –                  | Klassifiziert außerhalb der Punkteränge                          |
| Violett  | DNF                | Rennen nicht beendet (did not finish)                            |
| Violett  | NC                 | nicht klassifiziert (not classified)                             |
| Rot      | DNQ                | nicht qualifiziert (did not qualify)                             |
| Rot      | DNPQ               | in Vorqualifikation gescheitert (did not pre-qualify)            |
| Schwarz  | DSQ                | disqualifiziert (disqualified)                                   |
| Weiß     | DNS                | nicht am Start (did not start)                                   |
| Weiß     | WD                 | zurückgezogen (withdrawn)                                        |
| Hellblau | PO                 | nur am Training teilgenommen (practiced only)                    |
| Hellblau | TD                 | Freitags-Testfahrer (test driver)                                |
| ohne     | DNP                | nicht am Training teilgenommen (did not practice)                |
| ohne     | INJ                | verletzt oder krank (injured)                                    |
| ohne     | EX                 | ausgeschlossen (excluded)                                        |
| ohne     | DNA                | nicht erschienen (did not arrive)                                |
| ohne     | C                  | Rennen abgesagt (cancelled)                                      |
| ohne     | keine WM-Teilnahme |                                                                  |
| sonstige | P/fett             | Pole-Position                                                    |
| sonstige | 1/2/3/4/5/6/7/8    | Punktplatzierung im Sprint-/Qualifikationsrennen                 |
| sonstige | SR/kursiv          | Schnellste Rennrunde                                             |
| sonstige | *                  | nicht im Ziel, aufgrund der zurückgelegten Distanz aber gewertet |
| sonstige | ()                 | Streichresultate                                                 |
| sonstige | unterstrichen      | Führender in der Gesamtwertung                                   |